# Georgina Starr
Pour les articles homonymes, voir Starr.
Georgina Starr (née en 1968) est une artiste anglaise et l'un des Young British Artists. Elle est surtout connue pour ses travaux vidéo, sonores, de performance et d'installation. Un mélange de rêve, de fiction, de mémoire et de reconstitution, le travail de Starr a été décrit dans le magazine Artforum comme explorant « la capacité du soi imaginatif à créer quelque chose de complexe, comme par magie, et un référentiel dense à partir de ses propres "trucs" ».

## Vie et travail
Starr est née à Leeds et vit et travaille à Londres. Elle a étudié à l'école d'art Jacob Kramer du Middlesex Polytechnic fréquenté la Slade School of Art de 1990 à 1992, et la Rijksakademie Van Beeldende Kunst à Amsterdam de 1993 à 1994. Elle a exposé de nombreuses expositions individuelles et collectives, notamment à la Tate Gallery de Londres, au Museum of Modern Art de New York, à la Biennale de Venise et à des galeries dans des villes du monde entier telles que Bâle, Tokyo, Gand, Brisbane et Barcelone.
Elle a été identifiée comme membre de la deuxième vague des Young British Artists.